# B. B. & Q. Band
I B. B. & Q. Band sono stati un gruppo musicale statunitense.

## Storia
La B. B. & Q. Band (sigla che indica il nome dei tre distretti di New York da cui provenivano i vari membri del progetto, ovvero Brooklyn, Bronx e Queens) venne fondata agli inizi degli anni ottanta su iniziativa dell'imprenditore Jacques Fred Petrus e il produttore Mauro Malavasi, che stavano nel frattempo collaborando anche con i Change e i Peter Jacques Band. Gli altri membri del gruppo comprendevano il bassista Paris "Peewee" Ford e il cantante Ike Floyd.
Le tracce dell'omonimo album di debutto, uscito nel 1981 per la Capitol, vennero quasi tutte scritte da Mauro Malavasi. Il 33 giri contiene On the Beat, che, oltre ad essere il più grande successo commerciale del gruppo, riuscì a piazzarsi in ottava posizione nella classifica dei Black Singles. L'album riuscì a raggiungere la settantaduesima posizione della medesima casistica.
Successivamente, Jacques Fred Petrus invitò il chitarrista Kevin Robinson, un ex membro dei Kinky Fox che aveva conosciuto già nel 1980, a divenire nuovo leader dei B. B. & Q. Band. La nuova formazione comprendeva Chielli Minucci, Kevin Nance e Tony Bridges.
Il secondo album All Night Long del 1982 riuscì a piazzarsi in trentaduesima posizione nella chart degli album black, e presenta diversi singoli di un certo successo quali All Night Long (She's Got the Moves I Like) e Imagination, che riuscirono a raggiungere rispettivamente la posizione numero 32 della Hot Dance Club Play e la numero 21 di quella black.
Il seguente Six Million Times del 1983, contaminato dallo stile dei Time e di Prince, venne realizzato con un budget esiguo a causa di alcuni problemi economici, e registrato in sole cinque settimane a Bologna. Poco dopo l'uscita del disco, che ebbe scarso successo, la Capitol ruppe il contratto con i B. B. & Q. Band.
Nel 1985 la band di Petrus venne scritturata dalla Elektra e pubblicò Genie, album di un certo successo contenente le hit minori Genie e Dreamer. Su richiesta di Jecques Fred Petrus, le tracce dell'album vennero scritte da Kae Williams, ex membro dei Breakwater che co-produsse anche l'LP assieme all'uomo d'affari francese, e cantate da Curtis Hairston.
La band si sciolse intorno al 1987, anno in cui Jecques Fred Petrus venne assassinato.

## Formazione
- Bernard Davis
- Chieli Minucci
- Curtis Hairston
- Davide Romani
- Ike Floyd
- Jacques Fred Petrus
- Kevin Nance
- Kevin Robinson
- Mauro Malavasi
- Mike Campbell
- Paolo Gianolio
- Paris Ford
- Terry Silverlight
- Tony Bridges

## Discografia

### Album in studio
- 1981 – The B. B. & Q. Band
- 1982 – All Night Long
- 1983 – Six Million Times
- 1985 – Genie

### Singoli ed extended play
- 1981 – Time for Love
- 1981 – On the Beat
- 1982 – Imagination
- 1982 – All Night Long (She's Got the Moves I Like)
- 1983 – Keep It Hot
- 1983 – She's a Woman
- 1985 – Minutes Away
- 1985 – On the Shelf
- 1985 – Genie
- 1986 – Main Attraction
- 1986 – Dreamer
- 1987 – Ricochet